# Голіна (гміна)
Гміна Голіна (пол. Gmina Golina) — місько-сільська гміна у північно-західній Польщі. Належить до Конінського повіту Великопольського воєводства.
Станом на 31 грудня 2011 у гміні проживало 11798 осіб.

## Територія
Згідно з даними за 2007 рік площа гміни становила 99.05 км², у тому числі:
- орні землі: 83.00%
- ліси: 7.00%

Таким чином, площа гміни становить 6.27% площі повіту.

## Населення
Станом на 31 грудня 2011:
| Опис     | Загалом | Загалом | Чоловіки | Чоловіки | Жінки | Жінки |
| -------- | ------- | ------- | -------- | -------- | ----- | ----- |
| одиниця  | осіб    | %       | осіб     | %        | осіб  | %     |
| все      | 11798   | 100     | 5873     | 49.78    | 5925  | 50.22 |
| міське   | 4490    | 100     | 2221     | 49.47    | 2269  | 50.53 |
| сільське | 7308    | 100     | 3652     | 49.97    | 3656  | 50.03 |

## Сусідні гміни
Гміна Голіна межує з такими гмінами: Жгув, Казімеж-Біскупі, Льондек, Слупца, Старе Място.